# Stiven Shpendi
Stiven Shpendi, né le 19 mai 2003 à Ancône en Italie, est un footballeur albanais qui évolue au poste d'avant-centre à l'Empoli FC, en prêt du Cesena FC.

## Biographie

### En club
Né à Ancône en Italie, Stiven Shpendi est issu d'une famille originaire d'Albanie, ayant rejoint l'Italie en 1997. Il est formé par le Cesena FC, où il commence sa carrière professionnelle.
Le 5 août 2023, Stiven Shpendi est prêté à l'Empoli FC pour une saison avec obligation d'achat sous certaines conditions.
Il joue son premier match pour le club le 12 août 2023, lors d'une rencontre de coupe d'Italie face à l'AS Cittadella. Il entre en jeu à la place de Liam Henderson et son équipe est battue par deux buts à un,. Avec Empoli Shpendi découvre la Serie A, l'élite du football italien, le 19 août 2023 lors de la première journée de la saison 2023-2024, face au Hellas Vérone. Il entre en jeu et son équipe est battue par un but à zéro,.

### En sélection
Stiven Shpendi représente l'équipe d'Albanie des moins de 19 ans pour un total de deux matchs joués en 2019.